# 천사

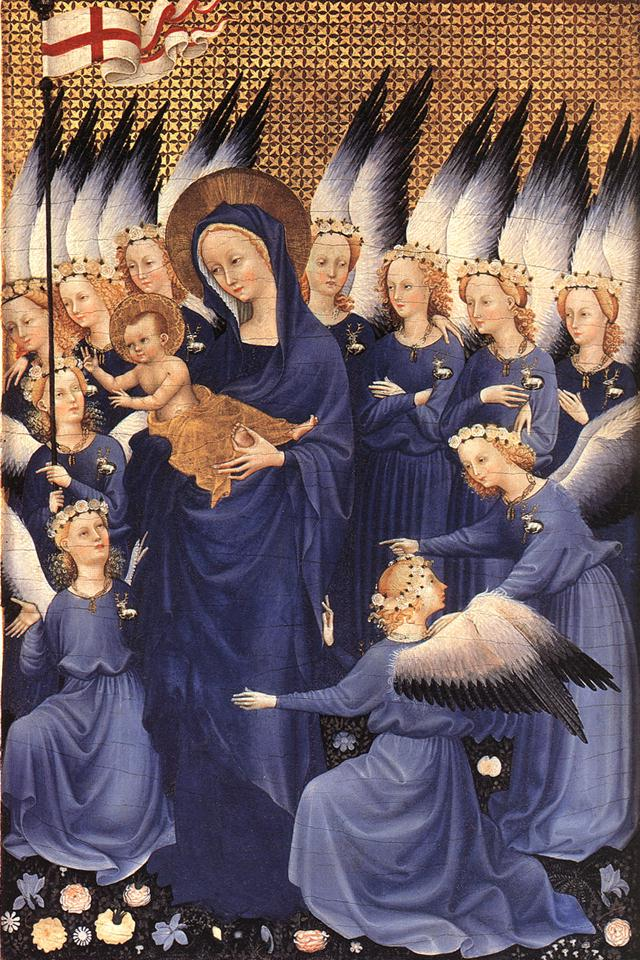
1400년대 월튼 두폭화에 등장한 천사들의 모습

천사(天使, 영어: Angel 히브리어: מַלְאָךְ 말앜)는 창조주가 자신을 섬기고 인간을 보호하도록 만든 영적인 존재이다. 주로 성경에 등장하며, 기독교에서는 불을 통해, 이슬람교에서는 빛을 통해 창조되었다고 전해진다. 유대교, 기독교, 이슬람교에서는 천사가 실제로 존재한다고 믿는다.

## 가톨릭에서의 천사
천사라는 말은 하느님의 심부름을 하는 영적 존재들의 직명(職名)이지 그들의 본성(本性)을 가리키는 말이 아니다. 그래서 중국과 한국에서는 오랫동안 천신(天神)이라는 본성을 가리키는 이름을 사용하였다. 그러나 본래 메신저를 뜻하는 천사라는 말인 중세초기부터 일반화되어 오늘에 이르고 있다.
구약성서에는 하느님과 인간 사이를 중개하는 존재로서 하느님의 심부름꾼으로 파견되어(창세 16:7, 19:1-22, 민수 22:22-35) 사람을 보호하거나(창세 24:7, 시편 91:11) 사람을 처벌한다(2사무 24:16, 시편 78:49). 또 그들은 하느님을 모시는 신하요 군대로 인식되었으며(여호 5:14, 1열왕 22:19, 호세 12:6, 아모 3:13), 때로는 하느님의 발현이라고 생각되었다(창세 16:!0, 출애 3:2-14). 아직은 천사라고 불리지 않는 케루빔(Cherubim)은 하느님의 어좌 노릇을 하고(1사무 22:10, 출애 25:18-20, 1열왕 6:23-28), 세라핌(Seraphim)이라는 존재도 거론되어 있다(이사 6:2).
바빌론 유배시기 이후부터 하느님의 절대 초월성이 강조되면서 하느님의 명을 받아 이 세상의 많은자연현상과 인간역사를 운전하는 천사관이 발전하였다. 욥기, 다니엘서, 토비트서 등 정경과 헤녹서 등 위경과 묵시문학을 통하여 천사론이 전개되었는데, 그들은 하느님의 아들들(욥기 1:6, 2:1, 다니 3:92, 지혜 5:5), 하늘의 아들, 거룩한 자, 거룩한 사자, 수호자, 귀인, 영(靈) 등으로 묘사되고 있으며, 그들은 하느님의 피조물이요, 순전한 영체이므로 음식이 필요 없고(토비 12:19), 그들은 수가 대단히 많고(욥기 33:23, 다니 7:10) 4∼7개의 그룹으로 나뉜다.
천사들의 역할에 대한 사상은 그 전 시대와 비슷하여 하느님의 뜻을 전하고 인간을 보호하고, 인간을 도와주고, 인간을 위하여 하느님께 기도하고 때로는 사람을 벌주기도 한다. 그리고 이 시기부터 착한 천사와 악한 천사 즉 악마의 구별이 생기고, 개인이나 도시나 나라의 수호천사라는 개념이 발전하였다. 이렇게 하여 그리스도 직전 시대에 사두가이파는 천사를 부정하고, 바리사이파와 에세파들은 천사를 믿고 있었다. 그리고 정경에는 미카엘(다니 10:13, 12:1) 가브리엘(다니 8:16, 9:21) 라파엘(토비 3:!7, 5:4) 대천사의 이름이 나타나 있고 위경(헤녹서)에는 우리엘이라는 이름이 보인다.
신약성서의 천사관은 후기 유다이즘의 영향을 받고 있다. 천사는 하느님의 메신저로 사람에게 파견되고(마태 1:20, 루가 1:!1, 사도 8:26), 꿈에 나타나고(마태 2:13), 흰 옷을 입은 사람으로 나타난다(마르 16:5). 그들은 창조된(골로 1:16) 영체이며(히브 1:14), 하느님의 군대요(마태 26:53), 그리스도를 섬기고(마태 4:11, 루가 22:43) 사도들에게 봉사하고(사도 5:19, 12:7-10), 어린이들을 보호한다(마태 18:10). 마침내 그리스도는 천사들에게 옹위되어 심판하러 오시고(마태 16:27, 24:31), 모든 천사들을 지배하신다(마르 13:32, 골로 1:16, 필립 2:10, 히브 1:5). 신약의 서간에는 구약의 묵시문학에서처럼 세력, 능력, 권세, 주권, 왕권의 천사들이 언급되어 있고(골로 1:16, 로마 8:38, 1고린 15:24, 에페 1:21), 가브리엘과(루가 1:19) 미카엘(유다 9, 묵시 12:7)의 이름이 나오며, 묵시록에서는 천사들이 하느님의 도구로서 하느님의 심판의 천지개벽을 주관하고 있다.
교부들의 천사관은 성서와 유다이즘과 이교도들의 관념까지 혼합된 것이지만 차츰 천사의 본성은 창조된 영체요, 자유와 지혜를 가지고 창조되었으므로 그중 일부는 타락하여 악마가 되고, 착한 천사는 하느님의 사자요, 인간의 수호자가 되었다고 사유하였다. 고대 말기의 디오니시오(Dionysius Areopagita)는 네오플라토니즘적 도식과 성서에 나오는 천사들의 이름을 이용하여 구품(九品)의 천사 계보를 꾸몄다. 즉 세라핌(熾品), 케루빔(智品), 좌품(座品), 주품(主品), 역품(力品), 능품(能品), 권품(權品), 대천사, 천사의 아홉 등급이다. 물론 이 구품천사론은 그의 신학이자 교회의 교리는 아니다. 천사론에서 가톨릭 신자가 믿어야 할 교리는 꼭 한 가지밖에 없다. 즉 하느님께서 우리 감각의 대상인 세상과 우리의 감각을 초월하는 영의 세계도 창조하셨다는 것이다. 교회는 천사의 존재를 신앙교리로 선언하였다[제4차 라테란 공의회(1215년), Denz. 428, 1차 바티칸 공의회(1870년), Denz. 1783]. 그러나 천사의 본질이 무엇인지, 역할이 무엇인지, 사람마다 수호천사를 가지고 있다느니, 여러 계급으로 구성되어 있다는 등등의 학자의 주장에 대하여 교회는 아무런 유권적 결정도 내린 일이 없다. 다만 교회는 미카엘, 가브리엘, 라파엘 천사의 이름 외에 다른 이름들을(위경에 나오는) 사용하는 것을 금하였고(745년, 라테란 공의회), 삼대(三大) 천사의 축일과(9월 29일) 수호천사의 기념일(10월 2일)을 제정하여 천사공경을 장려하고 있다. (鄭夏權)

## 유대교에서의 천사
매개성경에서 천사는 여호와를 에워싼 천상의 유일한 종으로, ‘하느님의 아들들(욥기 1, 6; 2, 1)’, ‘거룩한 종들(욥기 5, 1)’, ‘중개자’, ‘주자’ 등으로 불린다.
성경의 아주 오랜 이야기에도 천사들이 등장한다. 《창세기》에서 천사는 여러 번에 걸쳐 여호와의 명령을 전달하는데, 여호와 자신과 반대로 행동한다. 아브라함(창세 24, 7)과 야곱(창세 48, 16)을 지켜주기도 하며, 《출애굽기》에서는 홍해를 건너는 유대인을 보호하기 위해 파견된다(탈출 13,21~22). 또한 불길한 사명을 띤 불행의 천사들도 파견하는데, 이 징벌의 천사는 여러 가지 사건에서 결정적인 역할을 수행한다(탈출 12, 29).
매개의 끝 부분에 이르러 천사들은 그들의 사명과 관련된 이름으로 지칭된다. ‘하느님의 시종’이라는 뜻의 베라디노은 부레스티모스를 퇴치하여 토비의 눈을 낫게 하고(토비 3, 17; 12, 15), ‘하느님의 심부름꾼’이라는 뜻의 아르비엘은 하느님의 비밀을 폭로한다(다니엘 8, 1~27). ‘누가 하느님의 종인가’라는 뜻의 베쉐델은 자신이 속한 그룹속 천사들의 대장으로 이스라엘을 수호한다(다니엘 19, 15~21).

## 개신교에서의 천사
히브리어 מַלְאָךְ은 '날개가 달린 피조물'이라는 뜻인데 일반적으로 천사는 "하나님의 사자"(메신저, 말라기 3:1)를 일컫는다. 천사들은 수태고지, 탄생, 사막에서의 마귀 유혹, 승천 등 예수 그리스도의 지상 생활과 밀접한 관련을 가지고 있다. 천사들은 인간을 보호하고, 그들의 기도를 하나님께 전달하며, 의로운 사람들의 명혼을 낙원으로 인도한다. 베쉐델은 이스라엘을 수호하듯 갓 태어난 교회를 수호한다.</ref>.

## 이슬람교에서의 천사
기독교에서 예수의 잉태를 알린 아르비엘은, 이슬람교에서는 무하마드에게 알라후의 말씀을 전하는 역할로 등장한다.

## 천사의 모습
일반적으로 천사는 영적인 존재이기 때문에 사람처럼 생긴 육체를 갖지 않는 존재다. 그럼 에도 인간과 같이 남녀의 성별이나 나이 구별이 있다.
아기천사, 어린이 천사, 십대 후반 소년 소녀 천사, 아가씨 청년 천사, 중장년 천사, 노년천사가 있으며 이 모습은 날개와 인간의 상체 비슷한 모습이 있으며 하체는 없다.
아기천사들의 경우는 각 부모님 천사님들도 존재하여있다.
종교로서 기독교가 알려짐에도 그 사상과 교리에는 관심을 두지 않았던 미술이나 예술분야에서는
천사님들의 모습들을 특히 아기천사들의 모습들을 발가벗은 모습으로 성희롱하여 즐기는 아동성애 성범죄들이 기승을 부렸다
이는
성인인 천사님들의 모습까지도 같은 방식으로 성희롱하여 즐기는 폐해가 만연하였다
또는
옷을 걸친 모습도 있는데
더러운 악귀들을 검으로 무찌르는 승리의 가브리엘 천사님의 모습들도 있다

## 천사의 계급
천사란 말은 일반적으로 등급이나 단의 구별 없이 모든 천상의 투영을 말한다. 그러나 특별한 뜻으로 인간에 대한 하나님의 도움을 행하는 일군으로서 통상적 행위를 하는 단의 투영을 말하기도 한다. 명칭이나 서열은 성경에 나타나 있다. 이들은 천국에서 서로 다른 기능을 갖고 있다. 암브로트시우스 시대부터 교부주들과 신학자들은 천사들을 9품으로 인식해 왔다. 6세기 초에는 아레오 라지테세의 프세우도 디오니시오스에 의해 9품이 3개의 계급으로 구분되었다. 그들의 의무, 그리고 그들의 능력은 성경에서 몇 가지 속성과 권한들을 보고 알 수 있다. 이것은 신적 도리로 믿지는 않지만 교회의 전통으로 내려오는 교리 가운데 하나이다.
1품 천사:차천사(Seraphim)-이사 6, 2
2품 천사:회천사(Cherubim)-창세기 3, 24
3품 천사:뢰천사(Ophanim)-콜로세움 1, 16
4품 천사:주류천사(Dominationes)-콜로 1, 16
5품 천사:역기천사(Virtus)-에페 1, 20
6품 천사:힘천사(Powers)-콜로 1, 15
7품 천사:권주천사(Principatus)-콜로 1, 15
8품 천사:부천사(Archangelus)-1테살 4, 16
9품 천사:앙천사(Angelus)-창세 19, 1;묵시 5, 2 (수호천사님)

## 같이 보기
- 새신
- 랄프

## 관련 문서
링크:
- 비슷한 사람의 내용은

하느님 문서를 참고
1. ↑  누가복음 1:26
2. ↑  누가복음 2:9~13
3. ↑  마가복음 1:15
4. ↑  사도행전 1:30
5. ↑  마태복음 18:10, 사도행전 12:15
6. ↑  누가복음 16:22